# Хенгельброк, Томас
Томас Хе́нгельброк (нем. Thomas Hengelbrock, 9 июня 1958, Вильгельмсхафен) — немецкий дирижёр и скрипач. Видный представитель движения аутентичного исполнительства.

## Биография
Учился во фрайбургской Высшей школе музыки (класс скрипки Райнера Куссмауля). Карьеру скрипача начал в Вюрцбурге и Фрайбурге. Играл в ансамбле Concentus Musicus Wien под управлением Николауса Арнонкура. Как ассистент дирижёра работал с Витольдом Лютославским, Маурицио Кагелем и Анталом Дорати.
В 1985 выступил одним из основателей Фрайбургского барочного оркестра, который возглавлял до 1997 года. В 1991 во Фрайбурге основал камерный «Хор Бальтазара Ноймана», а в 1995 — камерный «Оркестр Бальтазара Ноймана»; оба коллектива исполняют музыку эпохи барокко и романтизма в аутентичной манере. Был дирижёром Немецкой камерной филармонии в Бремене (1995—1999), музыкальным директором Венской Народной оперы (2000—2003). В 2001 основал Фельдкирхский музыкальный фестиваль и до 2006 был его художественным руководителем. Как приглашенный дирижёр выступал с симфоническим оркестром Баварского радио, Мюнхенским филармоническим оркестром, Камерным оркестром Европы.
Хенгельброк регулярно выступает как дирижёр в Парижской опере, в Королевском театре Мадрида. В 2011 выступал на Байрейтском фестивале (дирижировал вагнеровским Тангейзером).
С 2011-2018 возглавлял Симфонический оркестр Северогерманского радио. В 2015 году Хенгельборк был удостоен Музыкальной премии Г. фон Караяна (вручена в 2016). В 2017 году дирижировал Симфоническим оркестром Cеверонемецкого радио, участвовал в программе открытии Эльбской филармонии в Гамбурге.

## Репертуар и отдельные работы
Репертуар дирижёра включает музыку от композиторов Возрождения до Даллапикколы, Эркки-Свена Тюйра и Чэнь Цигана. Среди записей Хенгельброка выделяются Festa teatrale: carnival in Venice & Florence и Music For San Marco In Venice с музыкой композиторов итальянского барокко, Aus der Notenbibliothek von Johann Sebastian Bach с музыкой итальянских и немецких барочных авторов.
К числу особых проектов Хенгельброка принадлежат Metamorphosis of Melancholy с музыкой Доуленда, Пёрселла, Генделя и текстами Бёртона, Шекспира и других поэтов XVII в., Ekklesiastische Aktion с музыкой И. С. Баха, Д.Лигети и Б. А. Циммермана на всемирной выставке Expo 2000, постановка эпифании для рассказчика (Клаус Мария Брандауэр), голосов и оркестра Яна-Мюллера Виланда (род. 1966) Царь ночи на тексты Книги Иова, Якоба Бёме, Георга Бюхнера, стихи Нелли Закс и Пии Тафдруп (2003), совместная работа с Пиной Бауш над оперой Глюка Орфей и Эвридика (Париж, 2005) и с Робертом Уилсоном над постановкой оперы Вебера Волшебный стрелок (Баден-Баден, 2009) и др.
Сотрудничество Хенгельброка с К. М. Брандауэром — постоянное: они вместе работали на постановках Манфреда (Байрон — Шуман), Пер Гюнта (Ибсен — Григ), Эгмонта (Гёте — Бетховен).

## Личная жизнь
В апреле 2012 году Хенгельброк женился на немецкой актрисе Йоханне Вокалек, которая на 17 лет его моложе. В сентябре 2012 году у них родился мальчик.